# Kristen Anderson-Lopez
Kristen Anderson-Lopez er en amerikansk skuespiller og sangskriver. Hun er bedst kendt for at skrive sangene til "Frost" sammen med sin mand Robert Lopez  Inklusive "Let It Go", som de vandt en Oscar at the 86th Academy Awards den 2. marts 2014. Deres datter Katie Lopez lægger også stemme til en af figurerne i Frost på original sproget.